# Figueirópolis
Figueirópolis este un oraș în Tocantins (TO), Brazilia.